# Maestro del Bigallo

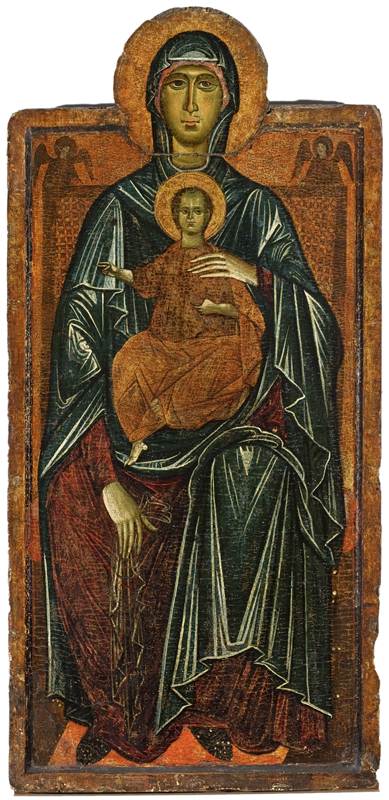
Virgen en Majestad con un Niño y Dos Angeles (c. 1275). Pintura del Maestro del Bigallo (Museo de Arte de São Paulo.

El Maestro del Bigallo fue un pintor italiano, activo en Florencia entre el final del siglo XIII y el inicio del siglo XIV. 
Su identidad es incierta. Alrededor del Maestro del Bigallo se reconocen un conjunto de obras realizadas por este autor en los alrededores del hospital de Bigallo - un refugio para peregrinos y viajeros bajo la responsabilidad y patrocinio de los doce capitanes que dirigen la Compagnia Maggiore di S. Maria, cofradía fundada en 1224 por el dominico San Pedro Mártir. 